# Klingenstierna
Klingenstierna är en svensk adelsätt som förut hette Klingius.

## Historik
Stamfader för ätten är enligt Gabriel Anrep klockaren Jöns i Hidinge, nämnd 1573. Hans son kyrkoherden Laurentius Johannis (död 1652) i Kräcklinge anges ibland med tillnamnet Hidingius, ett namn som inte finns belagt i samtida handlingar. I äldre matriklar anges att denne hade en brorson som upptog namnet Klingius, Lars Klingius, som är stamfader för ätten Klingfelt.
Laurentius Johannis son Zacharias antog namnet Klingius. Han var gift med Beata född von Otter, dotter till den från Bremen invandrade Casten Otter och halvsyster till friherre Salomon von Otter. Zacharias Klingius barn adlades år 1666 för faderns förtjänster och antog namnet Klingenstierna. Ätten introducerades två år senare på nummer 780.
Han hade en dotter i Hedvig Eleonora Beata Klingenstierna, som troligtvis var den första kvinnan att föreläsa på ett svenskt universitet.
Söner till Zacharias Klingenstierna var Carsten Klingenstierna, som var omtalad för sina språkkunskaper, och Zacharias Klingenstierna. Den senare var gift med Helena Maria Gyllenadler, dotter till Samuel Enander i hans andra äktenskap med Brita Nilsdotter, och blev far till Samuel Klingenstierna. 
Övriga ättemedlemmar har i synnerhet verkat inom armén. Bland dessa märks överste Gustaf Klingenstierna, dennes brorson generalmajor Axel Klingenstierna och den sistnämndes son, översten av första graden Carl Klingenstierna.